# Infinity (Lautsprechermarke)

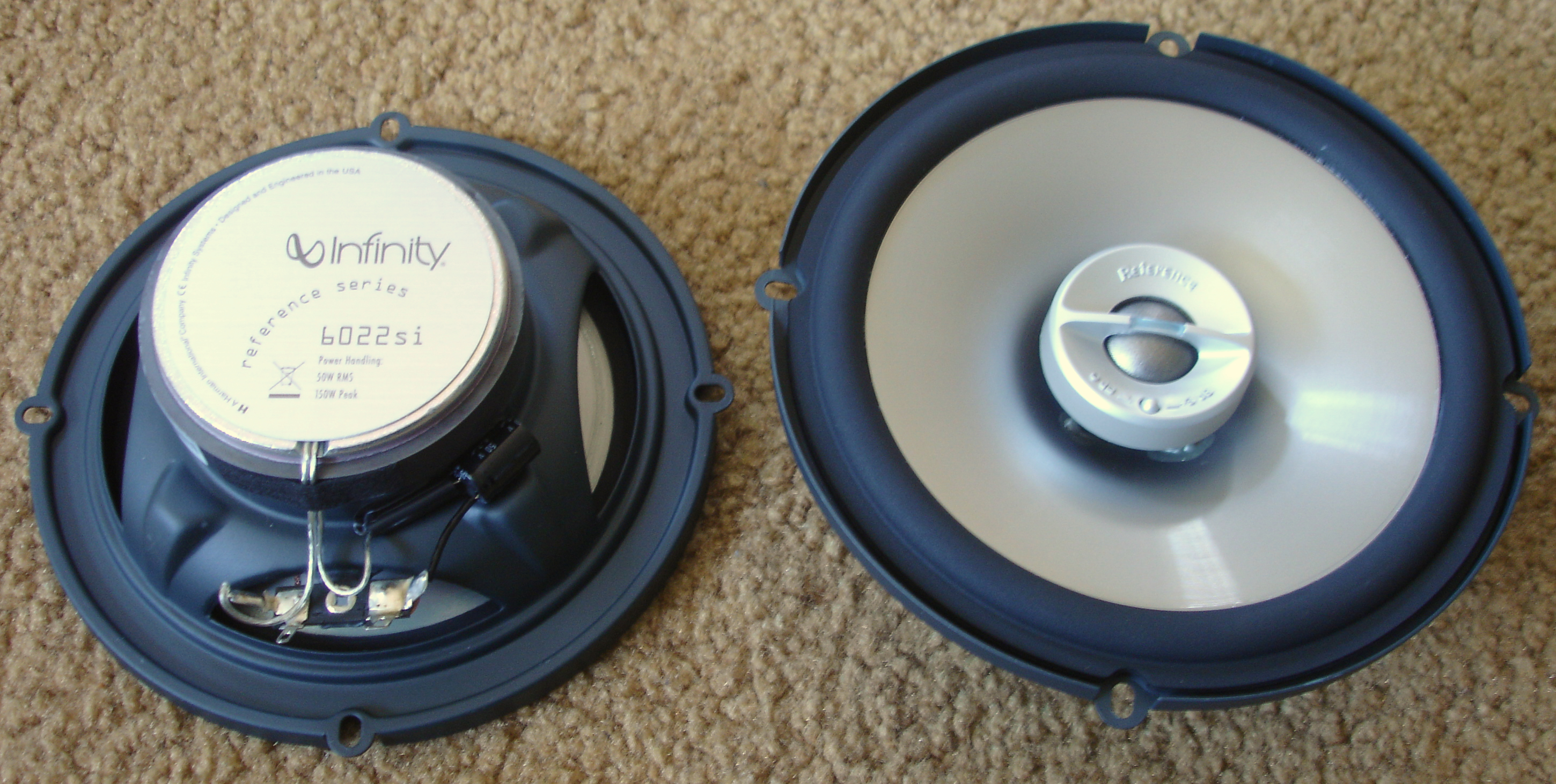
Lautsprecher von Infinity

Infinity (engl.: „Unendlichkeit“) ist ein US-amerikanisches Unternehmen aus dem Bereich der Unterhaltungselektronik, das sich hauptsächlich mit der Entwicklung und Herstellung von Lautsprechern und Lautsprechersystemen beschäftigt. Der Name und das Firmenlogo nehmen Bezug auf den mathematischen Begriff der Unendlichkeit.
Infinity wurde 1968 in einer Garage in Woodland Hills, Los Angeles von Arnold Nudell, einem Kernphysiker und Musiker, sowie von Cary Christie und John Ulrich gegründet. Das Trio kannte sich aus der Zeit ihrer Zusammenarbeit bei Hughes Aircraft. Seit 1982 gehört das Unternehmen zur Harman-International-Gruppe.
Infinity galt als innovativ für Neuentwicklungen. Bereits der erste selbst entwickelte Lautsprecher Servo Static 1 verließ 1968 damals bekannte Lautsprecherdesigns. Er verfügte über eine externe Frequenzweiche und einen von den Hauptlautsprechern getrennten Basslautsprecher mit Bewegungsmelder. Der Durchbruch auf dem Hi-Fi- und High-End-Sektor gelang 1978 mit der erfolgreichen „Reference Standard“-Baureihe, die ihren Höhepunkt in den Jahren von 1981 bis 1986 erreichte. 
1987 wurde die „Reference Standard“-Serie durch die nicht minder erfolgreiche „Kappa“-Serie abgelöst.
Einen besonderen Stellenwert hatte das Flaggschiff der Marke, die Infinity „Reference Standard Mk5“ (auch IRS MkV). Dieses System galt zeitweise als der teuerste und für viele bis heute als der beste Lautsprecher der Welt. Unter dem Markennamen Infinity gab es zwischen 1980 und 1988 fünf Modellgenerationen, nach Gründung der neuen Marke „Genesis“ durch Nudell im Jahre 1991 brachte er 1993 den Nachfolger unter dem Namen „Genesis One“ auf den Markt.
Die beiden Modelle „Renaissance 80“ und „Renaissance 90“ waren die ersten alleine von Cary Christie entwickelten Modelle.
Klassiker wurden die „Beta“ und „Gamma“ 1987–1993, die Modelle „Renaissance 90“ und „Renaissance 80“, „Epsilon“, „Sigma“ und „Omega“ waren die letzten Vertreter der klassischen Konstruktionsphilosophie. Die von 1994 bis 1998 gebauten „x.1“- und „x.2“-Modelle folgen geänderten Baugrundsätzen. Sie verfügen jedoch mit gefüllten Polypropylen-Membranen für Tief- und Tiefmitteltöner und großen Polypropylen-Kalotten für die Mitteltöner über die klassischen Merkmale der „Kappa“-Baureihe. Als Hochtöner kommt im Gegensatz zu den älteren „Kappa“- und „Reference Standard“-Modellen kein Magnetostat mit gerader Folienmembran (EMIT), sondern eine Version mit runder Membran (EMIT-R) zum Einsatz.
Zur heutigen Produktpalette des Unternehmens gehören neben Heimlautsprechern ebenfalls Audio-Systeme für den Car-Hi-Fi-Bereich,  beispielsweise auch für den Opel Adam oder den Kia Sorento.